# Bandera megye
Bandera megye az Amerikai Egyesült Államokban, azon belül Texas államban található. Megyeszékhelye Bandera, legnagyobb városa Lakehills. Lakosainak száma 20 851 fő (2020. április 1.). Bandera megye Kerr, Kendall, Bexar, Medina, Uvalde és Real megyékkel határos.

## Népesség
A megye népességének változása:
| Lakosok száma | 20 552 | 20 560 | 20 586 | 20 601 | 21 269 | 20 851 |
|               | 2010   | 2011   | 2012   | 2013   | 2015   | 2020   |